# 추가은
추가은(2001년 1월 5일 ~ )은 대한민국의 사격 선수이다. 주 종목은 권총이다.